# Tadeusz Jaraczewski
Tadeusz Jaraczewski herbu Zaremba (ur. w 1730 roku – zm. w 1795 roku) – konsyliarz konfederacji barskiej w 1769 roku, starosta solecki w 1742 roku, sędzia sejmowy.
W 1792 roku odznaczony Orderem Orła Białego, w 1785 roku został kawalerem Orderu Świętego Stanisława.